# Florian Lipowitz
Florian Lipowitz (født 21. september 2000 i Laichingen) er en cykelrytter fra Tyskland, der kører for Red Bull-Bora-Hansgrohe.